# Underground (álbum de Sagi)
Underground es el primer álbum de estudio del cantante y compositor barcelonés Sagi, anunciada su fecha de venta el 16 de marzo de 2010.

## Lista de canciones
1. "Bs'"
2. "Undergound"
3. "Break My Heart"
4. "Do Not Let The Thythm Stop"
5. "Shadows"
6. "Open Your Eyes"
7. "Are You Gay? (Join This Revolution)"

## Posiblestracks
"Reach Out"
"Someday (I Will Understand)"
- Datos: Q6155983